# Allier

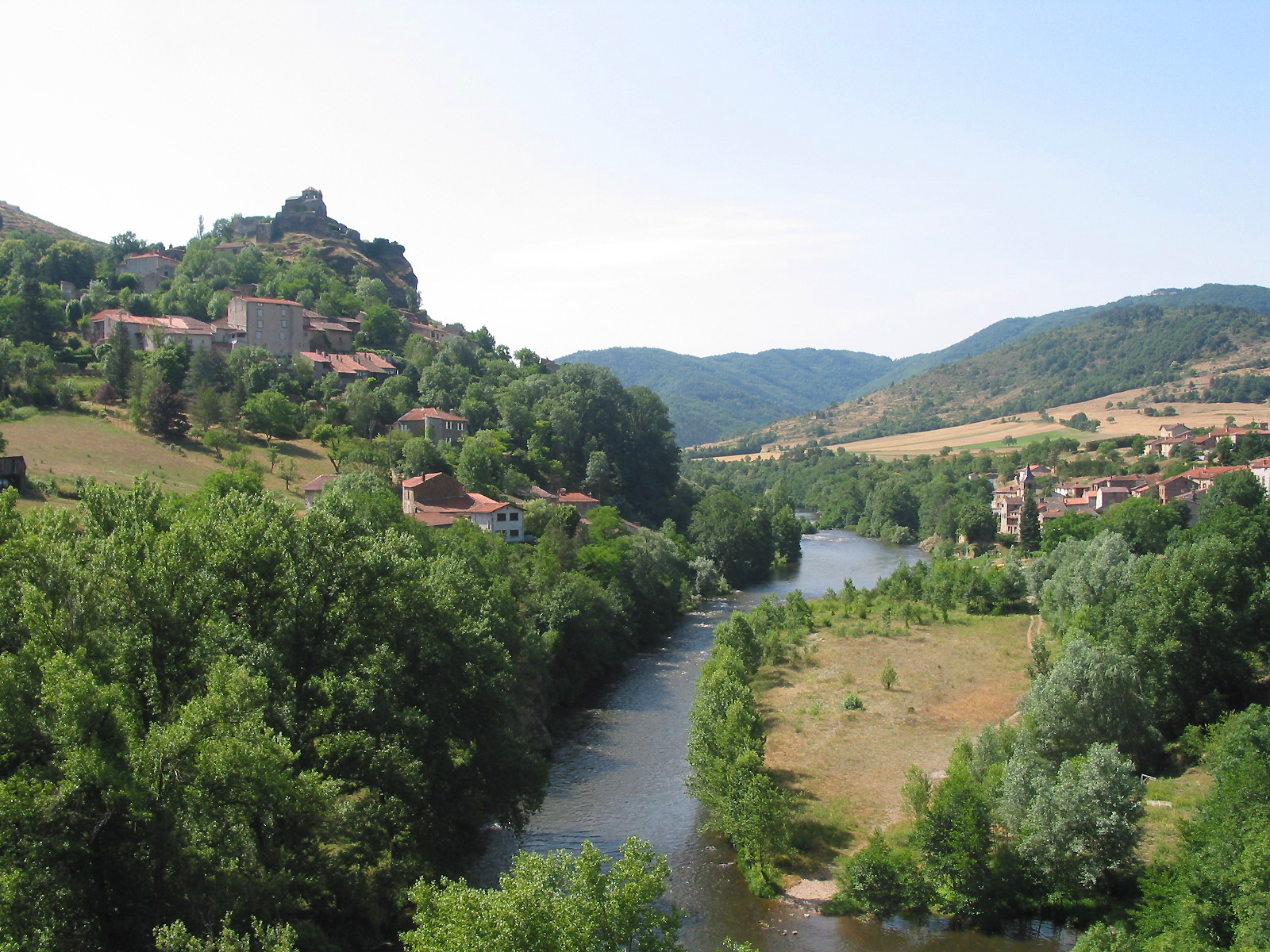
Allier bei Saint-Ilpize

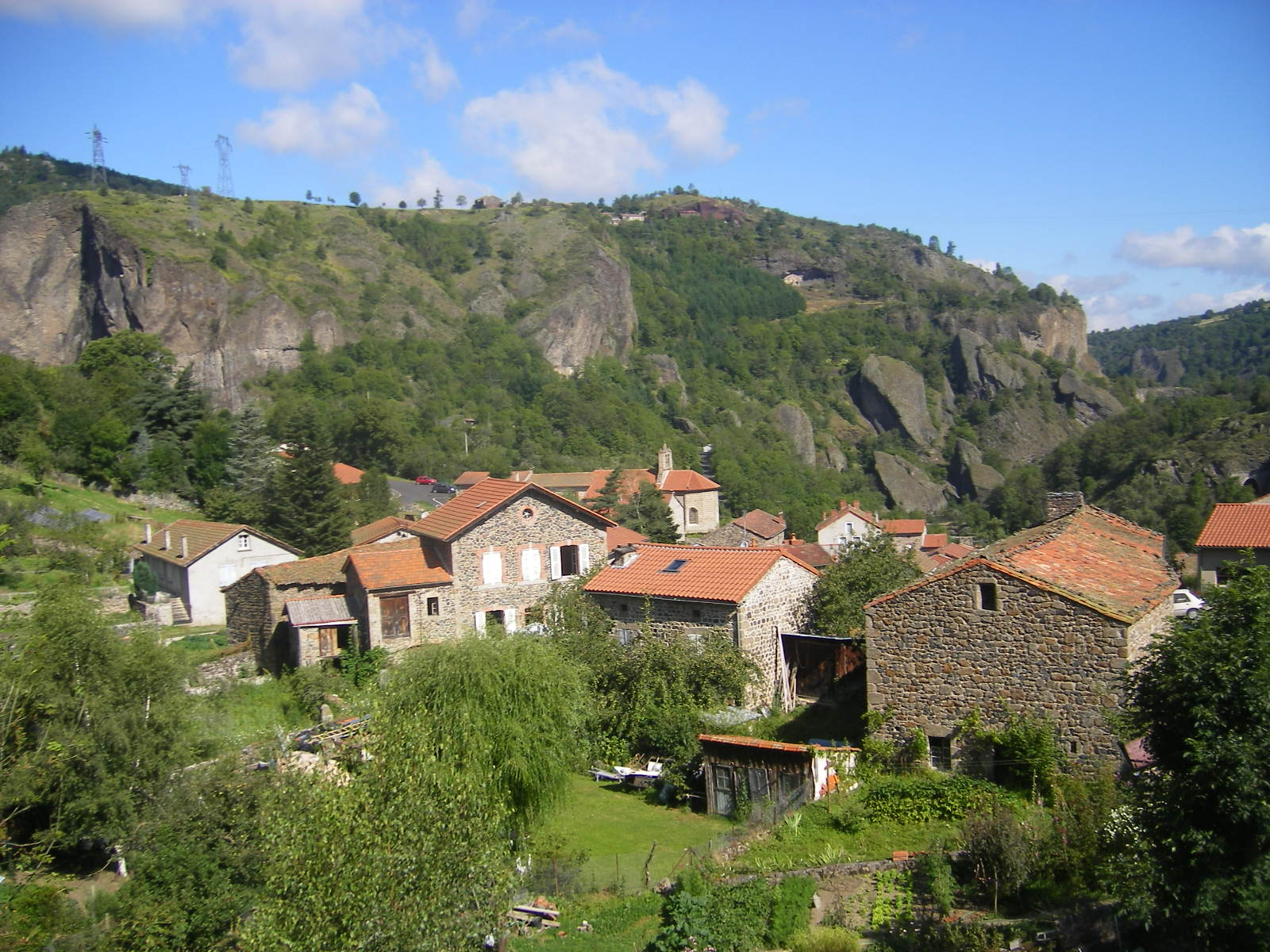
Schluchten des Allier bei Monistrol-d’Allier

Der Allier [alje] ist ein ca. 421 km langer Fluss in Zentralfrankreich. Er entspringt in den Cevennen etwa 50 km östlich von Mende und mündet ca. 5 km westlich von Nevers in die Loire.

## Verlauf
Der Allier entspringt an der Südflanke des Gipfels Moure de la Gardille im Gemeindegebiet von Chasseradès im Département Lozère. Er bildet streckenweise die Grenze zwischen den Départements Lozère und Ardèche, entwässert generell Richtung Norden, durchfließt die fruchtbare Landschaft der Limagne und mündet beim Ort Bec d’Allier, im Gemeindegebiet von Cuffy im Département Cher, als linker Nebenfluss in die Loire.
Nach dem Allier ist das Département Allier benannt; weitere vom Fluss durchflossene Départements sind Lozère, Ardèche, Haute-Loire, Puy-de-Dôme, Nièvre und Cher.

## Nutzung
Der Allier bekommt Zuschusswasser durch die Talsperre von Naussac und führt daher auch mehr Wasser in seinem Bett, als es natürlich wäre, da zur Stromgewinnung Bäche, die sonst anders entwässern würden, in den Allier umgeleitet werden. Unmittelbar vor der Einmündung überquert der Loire-Seitenkanal (Canal latéral à la Loire) den Allier mit der imposanten Kanalbrücke Le Guétin.

## Ökologie
In den frühen 1990er Jahren wurden viele Wehre entfernt oder verändert; seitdem können Lachse wieder ungehindert bis zum Oberlauf zur Laichablage wandern. Besondere Schutzzeiten und -zonen unterstützen dies.

## Tourismus
Auf der Grenze zwischen den Départements Lozère und Haute-Loire befinden sich die Gorges de l’Allier, die zwischen Langogne und Langeac mittels eines Ausflugszuges (Quelle? Aktuell?) bzw. mit den Regelzügen auf der Bahnstrecke Saint-Ètiennes – Nîmes besichtigt werden können. Außerdem ist der Allier bei Kanuten sehr beliebt – von Langogne bis Le Pradel oberhalb Langeac bei Wildwasserpaddlern, ab Le Pradel bzw. ab Langeac bis zur Loire bei Tourenpaddlern (der Teil von Pont d’Alleyras bis Monistrol ist jedoch für Paddler gesperrt). 
Drei Anbieter von Kanutouren in Brioude, Lavoute-Chilhac und Langeac haben sich allerdings (Stand 2023) auf Tagesausflüge spezialisiert und bedienen hauptsächlich die Strecke oberhalb ihrer Station: Zu vereinbarten Zeiten fahren Kleinbusse an den Stationen stromaufwärts zu unterschiedlichen Einstiegsorten ab, von dort fahren die Kunden individuell zurück oder allenfalls zu einer vereinbarten Abholung ein wenig stromabwärts. Abfahrten in den frühen Morgenstunden oder am späteren Nachmittag sind nicht vorgesehen. Für längere Streckenfahrten müssten daher mehrfach getrennte Fahrten gebucht und vom Regelfall der Transfers abweichende Treffpunkte ausgemacht werden.

## Zuflüsse
| Linke Nebenflüsse: - Langouyrou - Chapeauroux - Ance - Seuge - Desges - Cronce - Ceroux - Vendage - Alagnon - Couze d’Ardes - Lambronnet - Couze Pavin - Couze Chambon - Artière - Veyre - Auzon - Morge - Buron - Béron - Andelot - Sioule - Vezan - Guèze - Veines - Queune - Burge - Bieudre | Rechte Nebenflüsse: - Espézonnette - Fioule - Malgascon - Senouire - Auzon - Cé - Parcelles - Eau Mère - Jauron - Litroux - Dore - Sichon - Mourgon - Redan - Valençon - Luzeray - Sonate - Alligny - Moussières |

## Orte am Fluss
(Reihenfolge in Fließrichtung)
- La Bastide-Puylaurent
- Langogne
- Langeac
- Brioude
- Sainte-Florine
- Brassac-les-Mines
- Issoire
- Cournon-d’Auvergne
- Pont-du-Château
- Saint-Yorre
- Vichy
- Saint-Germain-des-Fossés
- Varennes-sur-Allier
- Moulins